# Кипящий слой
Кипя́щий слой создаётся в тех случаях, когда некоторое количество твёрдых частиц находится под воздействием восходящего потока газа (обычно воздуха) или смеси из газа и жидкости, благодаря чему твёрдые частицы находятся в парящем состоянии. Такая гетерофазная система ведёт себя подобно жидкости.

## Принцип разделения веществ в кипящем слое
Принцип разделения частиц в кипящем слое основан на использовании процесса псевдоожижения.
Кипящий слой представляет собой смесь жидкой и твёрдой фаз, которая имеет свойства, подобные свойствам жидкости. В частности, верхняя поверхность кипящего слоя является относительно горизонтальной, что аналогично поведению жидкостей, находящихся в покое. Кипящий слой можно рассматривать как неоднородную смесь жидкой и твёрдой фаз, которая может быть представлена как псевдожидкость с некоторой усреднённой плотностью. Частицы с более высокой плотностью, чем средняя плотность кипящего слоя будут опускаться вниз, а частицы, имеющие плотность меньшую средней плотности кипящего слоя, будут подниматься. То есть, кипящий слой можно рассматривать как жидкость, для которой справедлив закон Архимеда.
По мере того, как средняя плотность кипящего слоя может изменяться (путём изменения соотношения количества газообразной и твёрдой фазы), частицы с различной плотностью по сравнению со средней плотностью кипящего слоя будут подниматься или опускаться.

## Применение
Кипящий слой используется как однородная плотная среда для разделения (обогащения, классификации) минерального сырья, а также для обеспечения интенсивного тепло-массообмена (например, в печи кипящего слоя). В установках с кипящим слоем производится, например, цементация стальных заготовок.
Также в печи кипящего слоя проводят окислительный обжиг сульфидных руд, восстановительный обжиг концентратов и т. п.
Имеются широкие перспективы и действующие установки, где кипящий слой применяется как среда для сжигания твёрдых топлив, в том числе низкосортных, в топках энергетических котлов.
При производстве полиэтилена низкого давления в реакторах порошок полиэтилена находится в псевдоожиженном кипящем слое.